# SŽD-Baureihe ТЭП10
Die Lokomotiven der SŽD-Baureihe ТЭП10 (deutsche Transkription TEP 10) der Sowjetischen Eisenbahnen (SŽD) waren breitspurige Diesellokomotiven mit dieselelektrischer Kraftübertragung vorrangig für den Personenzugdienst. Sie gehörten als Einsektionslokomotive zur Familie der ТЭ10 und waren als Ableitung von dieser entstanden. Sie erhielten den Spitznamen Strela.

## Geschichte

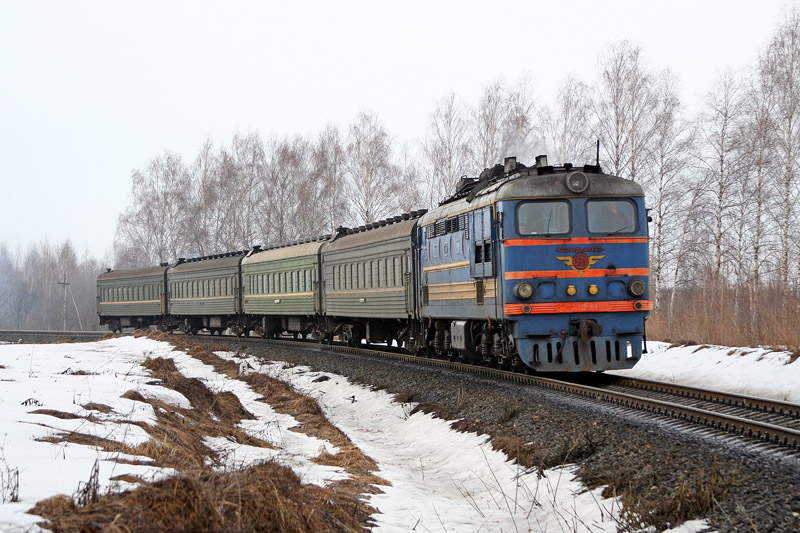
Diesellokomotive TEP 10-314 auf der Gorki-Eisenbahn

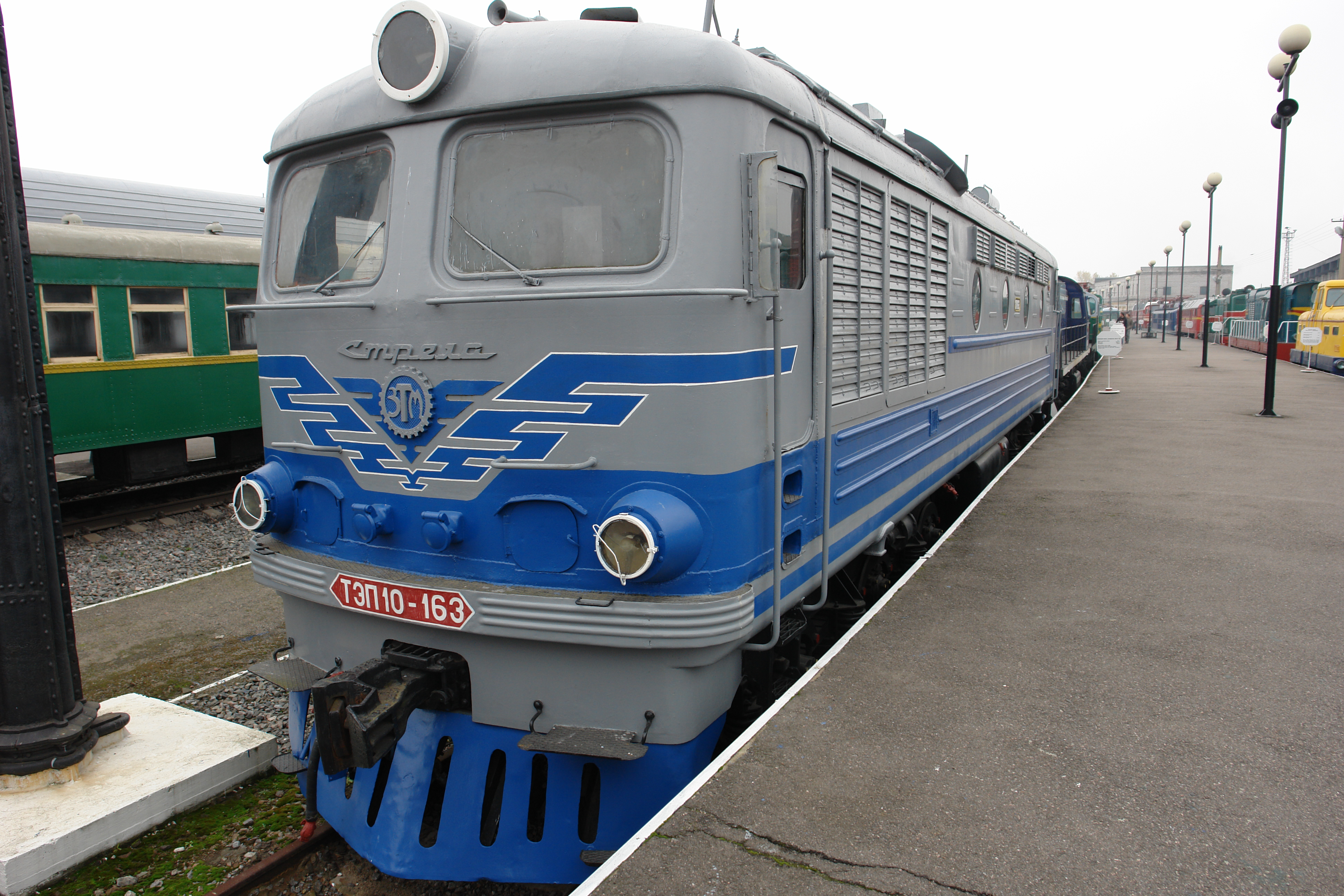
Diesellokomotive TEP 10-163

Die Lokomotiven entstanden als Weiterentwicklung der SŽD-Baureihe ТЭ10 der Lokomotivfabrik Charkow. Von 1960 bis 1968 wurden 335 dieser Personenzuglokomotiven gebaut. Ursprünglich sollten sie die Bezeichnung ТЭ11 erhalten, auf Grund der hohen Übereinstimmung mit vielen Elementen der ТЭ10 erhielt sie den Zusatz P als Passagiervariante dieser Lokomotive.
Gegenüber der Ursprungsvariante erhielt sie modifizierte Traktionsfahrmotoren, was unter anderem eine Verringerung der Masse um drei Tonnen brachte. Während ihrer Fertigung wurden diese nochmals modifiziert.
Ursprünglich waren die Lokomotiven auf der Oktoberbahn eingesetzt, bis sie hier durch die stärkeren ТЭП60 ersetzt wurden. Außerdem waren sie auf den Eisenbahnen in Nischni Nowgorod, auf der Priwolschskaja schelesnaja doroga, der Piwdenna Salisnyzja und im vorderen Asien eingesetzt. In den 1980er, spätestens Anfang der 1990er Jahre wurden die Lokomotiven ausgemustert. Erhalten geblieben sind
- ТЭП10-082 im Eisenbahnmuseum von Sejatel (Nowosibirsk);
- ТЭП10-126 im Eisenbahnmuseum von Taschkent;
- ТЭП10-163 im Russischen Eisenbahnmuseum von Sankt Petersburg;
- ТЭП10-186 im Eisenbahnmuseum von Moskau;
- ТЭП10-205 bei der Versuchsanstalt in Schtscherbinka;
- ТЭП10-311 im Eisenbahnmuseum in Rostow am Don und
- ТЭП10-209 im Depot von Tichorezk